# جو گرین
جو گرین (انگلیسی: Joe Greene؛ زادهٔ february ۱۷, ۱۹۶۷ (۵۸ سال)) ورزشکار دو و میدانی اهل ایالات متحده آمریکا است.
وی در مسابقات کشوری و بین‌المللی در مجموع برندهٔ ۱ مدال نقره، ۳ مدال برنز شده‌است.